# Volume I
Volume I ist das Debütalbum der Girlgroup Queensberry, die 2008 im Rahmen der Castingshow Popstars zusammengestellt wurde. Das Album erschien erstmals am 12. Dezember 2008 zusammen mit zwei anderen Versionen, die lediglich in der ersten Verkaufswoche erhältlich waren.

## Hintergrund
Die Band Queensberry wurde während der siebten Staffel der Castingshow Popstars zusammengestellt, dabei wurden drei der vier Bandplätze bereits im Bandhaus vergeben.
Für die Vergabe des vierten Bandplatzes waren ein Telefonvoting sowie die Verkäufe des Albums ausschlaggebend, weshalb es drei Versionen des Albums, mit den drei Finalistinnen Antonella, Patricia und Katharina (genannt KayKay), gibt. Aus diesem Verfahren ging Antonella Trapani hervor.
Am 26. Juni 2009 wurde das Album mit sechs zusätzlichen Songs, inklusive der Single Too Young, als Deluxe Edition wieder veröffentlicht.

## Rezeption

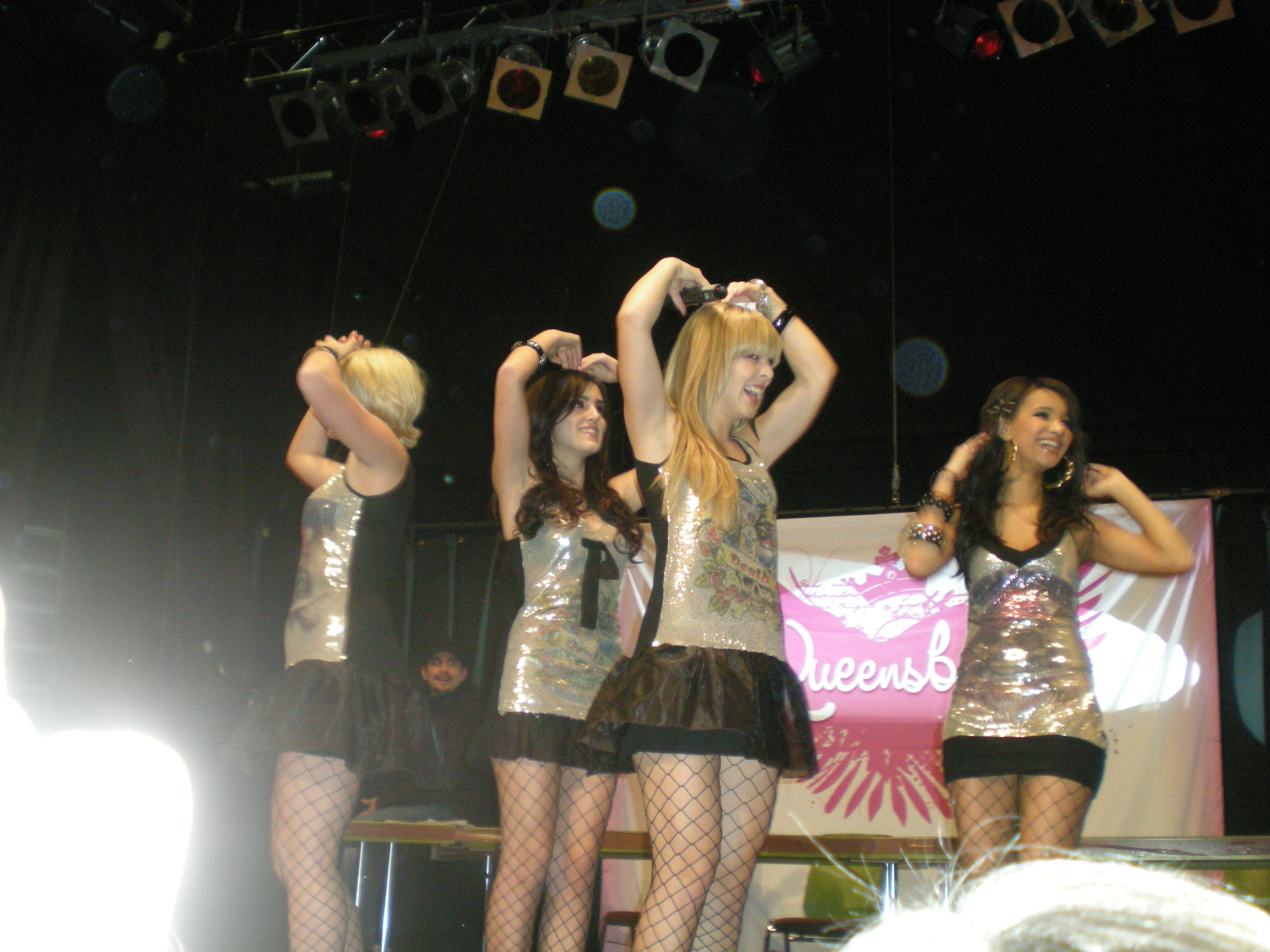
Queensberry beim ersten Fanclubtreffen. (2009)

Das Album wurde hauptsächlich negativ aufgenommen.
laut.de kritisiert vor allem die Austauschbarkeit der Band und prophezeit der Band ein schnelles Karriereende.
www.monstersandcritics.de bezeichnet die Lieder als „Girlgroupsound auf harmlosem Pop-Niveau“.

## Titelliste
1. No Smoke (John McLaughlin, Dave James, Alan Ross) – 3:21
2. Bike (Tim Hawes, Obi Mhondera, Pete Kirtley, Andrew Murray, Christian Ballard) – 2:53
3. Sorry (John McLaughlin, Steve Robson, Hannah Thomson) – 3:31
4. Dr. Blind (Emily Haines) – 3:01
5. Over It (Josh Alexander, Billy Steinberg, Ruth-Anne Cunningham) – 3:31
6. End of Love (Teemu Brunila) – 3:34
7. Sprung (Andrew Murray, Christian Ballard, Jane Vaughan, Sylvia Bennett-Smith, Obi Mhondera) – 4:25
8. I Can’t Stop Feeling (Teemu Brunila, Kid Crazy) – 3:46
9. Beautiful Thing (John McLaughlin, Michael Daley, Alison Pearse, Stanley Andrew) – 3:17
10. Stiletto Heels (Alex Geringas, Peter-John Vettese, Charlie Mason) – 4:07
11. Jump (Stella Attar, Lawrence Oakley, M. Mukhopadhay) – 3:10
12. Butterfly (Wendy Page, Jim Marr, Andrew Bojanic, Elisabeth Hooper) – 4:00
13. Why Should I Believe in You (Charlie Grant, Pete Woodroffe, Iman Osman) – 3:50

Deluxe Edition
1. Too Young (Eric Palmqwist) – 3:42
2. Glamarous (Alex Geringas, Ivo Moring, Thorsten Brötzmann) – 3:48
3. Naive (P. Martin, M. Berger, J. Hartford) – 3:22
4. Dance (Shaznay Lewis, Richard Nowels, Wayne Rodrigues Jr.) – 3:13
5. Flow (Mark Frisch, Anthony Galatis) – 3:22
6. Too Young [M.A.T. Catwalk Mix] (Eric Palmqwist) – 3:43

## Charts und Chartplatzierungen

### Album
| Jahr | Titel    | Höchstplatzierung, Gesamtwochen, AuszeichnungChartplatzierungen (Jahr, Titel, Platzierungen, Wochen, Auszeichnungen, Anmerkungen) | Höchstplatzierung, Gesamtwochen, AuszeichnungChartplatzierungen (Jahr, Titel, Platzierungen, Wochen, Auszeichnungen, Anmerkungen) | Höchstplatzierung, Gesamtwochen, AuszeichnungChartplatzierungen (Jahr, Titel, Platzierungen, Wochen, Auszeichnungen, Anmerkungen) | Anmerkungen                                                 |
| Jahr | Titel    | DE | AT | CH | Anmerkungen                                                 |
| ---- | -------- | --- | --- | --- | ----------------------------------------------------------- |
| 2008 | Volume I | DE6 (17 Wo.)DE | AT3 (9 Wo.)AT | CH12 (12 Wo.)CH | Erstveröffentlichung: 12. Dezember 2008 Verkäufe: 110.000 + |

### Singles
| Jahr | Titel                              | Höchstplatzierung, Gesamtwochen, AuszeichnungChartplatzierungen (Jahr, Titel, , Platzierungen, Wochen, Auszeichnungen, Anmerkungen) | Höchstplatzierung, Gesamtwochen, AuszeichnungChartplatzierungen (Jahr, Titel, , Platzierungen, Wochen, Auszeichnungen, Anmerkungen) | Höchstplatzierung, Gesamtwochen, AuszeichnungChartplatzierungen (Jahr, Titel, , Platzierungen, Wochen, Auszeichnungen, Anmerkungen) | Anmerkungen                                                         | [↑]: gemeinsam behandelt mit vorhergehendem Eintrag; [←]: in beiden Charts platziert |
| Jahr | Titel                              | DE | AT | CH | Anmerkungen                                                         |                                                                                      |
| ---- | ---------------------------------- | --- | --- | --- | ------------------------------------------------------------------- | ------------------------------------------------------------------------------------ |
| 2008 | No Smoke                           | DE23 (9 Wo.)DE | AT54 (4 Wo.)AT | CH22 (11 Wo.)CH | Video und Download erschienen 2008                                  |                                                                                      |
| 2009 | I Can’t Stop Feeling[DE: ↑][AT: ↑] | DE23 (9 Wo.)DE | AT54 (4 Wo.)AT | CH40 (4 Wo.)CH | Erstveröffentlichung: 20. Februar 2009 Doppel-A-Single mit No Smoke |                                                                                      |
| 2009 | Too Young                          | DE5 (17 Wo.)DE | AT12 (11 Wo.)AT | CH33 (6 Wo.)CH | Erstveröffentlichung: 22. Mai 2009                                  |                                                                                      |